# Formica rubescens
Formica rubescens är en myrart som beskrevs av Leach 1825. Formica rubescens ingår i släktet Formica och familjen myror. Inga underarter finns listade i Catalogue of Life.